# Alisa Sabe o Que Fazer!
Alice sabe o que fazer! é uma série televisiva de animação russa de 2013, baseada no livro de Kir Bolitchev sobre Alisa Selezneva.